# Bibliologia
Bibliologia, księgoznawstwo – nauka humanistyczna, której przedmiotem badań jest książka we wszystkich jej aspektach, czyli jako obiekt materialny, nośnik treści, a także społeczne narzędzie kultury. Zajmuje się ona zarówno książką dawną, jak i współczesną, oraz instytucjami z nią związanymi, tj. wydawnictwa, drukarnie, księgarnie, biblioteki, ośrodki informacji.

## Historia pojęcia
Nazwa „bibliologia” pochodzi od greckiego biblion albo biblos („książka”) i logos („nauka”). Określeniem tym posłużył się po raz pierwszy prof. historii naturalnej na Uniwersytecie Bolońskim. Praca Bibliologia Ulissesa Aldrovandi (1522–1605) nigdy nie ukazała się drukiem, nie wiadomo zatem, w jaki sposób autor definiował to pojęcie. Termin ten został wykorzystany również przez innego Francuza księdza Jean Joseph Rive (1730–1792). Za właściwego twórcę terminu uważa się jednak francuskiego bibliotekarza i bibliografa Gabriel Etienne Peignot (1767–1849), który użył tej nazwy w swojej pracy Dictionnaire raisonne de bibliologie (1802–1804). Według niego bibliologia to ogólna nauka o książce „najobszerniejsza i najbardziej uniwersalna ze wszystkich ludzkich umiejętności”. W jej skład mają wchodzić:
- glossologia, czyli nauka o językach
- dyplomatyka, czyli nauka o pismach,
- bibliopojeja, czyli wiedza o tworzeniu książek
- typografia, czyli nauka o drukarstwie,
- bibliopolia, czyli nauka o księgarstwie,
- bibliografia, czyli znajomość książek, wiedza o książkach,
- powszechna historia piśmiennictwa.

W Polsce termin ten pojawił się po raz pierwszy u schyłku XIX w., m.in. w Wielkiej Encyklopedii Powszechnej Ilustrowanej (1894–1914) i Encyklopedii Powszechnej Samuela Orgelbranda.
Polscy badacze w następujący sposób rozumieli bibliologię:
| Zdjęcie | Imię i nazwisko badacza    | Definicja |
| ------- | -------------------------- | --- |
|         | Paweł Jarkowski            | Bibliologia według niego to encyklopedyczna znajomość książek w ich historycznym rozwoju, znajomość spisów bibliograficznych oraz bibliotekarstwo                         |
|         | Jerzy Samuel Bandtkie      | Bibliografia obejmuje: grafikę (sztukę pisania i rękopisy), drukarstwo i historie książnictwa (bibliotekarstwo)                                                           |
|         | Joachim Lelewel            | Do zakresu bibliografii (zamiennie używał terminu: bibliologia) zaliczał m.in. historię bibliotek, naukę o piśmie i rękopisach, drukarstwo, introligatorstwo, księgarstwo |
|         | Aleksander Bohatkiewicz    | Bibliografia powinna badać zarówno zewnętrzną postać książki (drukarstwo), jak i jej treść                                                                                |
|         | Karol Estreicher (starszy) | Bibliografia właściwa bada pojedyncze książki, systematologia bada zbiory książek (bibliotekarstwo, księgarstwo) i jest nauką o klasyfikacji piśmiennictwa                |
|         | Mieczysław Rulikowski      | Wyłączył z pola zainteresowań bibliologii treść książki, książka jest według niego przedmiotem materialnym; oparcie badań bibliologicznych na danych statystycznych       |
|         | Adam Łysakowski            | Przedmiotem badań jest książka ujmowana całościowo; ważnym elementem jest treść książki, która wpływa na jej szatę zewnętrzną                                             |
|         | Stefan Vrtel-Wierczyński   | Przedmiotem bibliologii jest zarówno książka pojedyncza, jak i w zbiorach, dawna i współczesna. Badać się powinno zarówno postać materialną, jak i treść                  |
|         | Kazimierz Piekarski        | Wprowadził metodę typograficzną |
|         | Kazimierz Dobrowolski      | Istnieje nie nauka, ale wiedza o książce, stanowiąca zespół różnych nauk; uwzględniał zagadnienia socjologii książki                                                      |

## Problemy z definicją
Termin „bibliologia” używany jest często zamiennie z wyrazem „księgoznawstwo”, a dawniej również z określeniami „bibliografia” i „bibliognozja”. Współcześnie bibliologia ma wiązać w sobie takie autonomiczne nauki jak: edytorstwo, informacja naukowa, księgarstwo, bibliografia, bibliotekarstwo, bibliologia historyczna czy czytelnictwo. Niektórzy współcześni badacze uważają jednak, że bibliologia jest częścią interdyscyplinarnej dziedziny, na którą składają się: bibliotekoznawstwo, informacja naukowa, bibliologia i bibliografia. Polska Bibliografia Bibliologiczna (bieżąca bibliografia dziedzinowa z zakresu nauki o książce i dyscyplin pokrewnych), grupuje piśmiennictwo w 7 głównych działach:
Bibliologia, Informacja Naukowa, Dokumentacja, Bibliografia, Struktura i dzieje książki, Wytwarzanie książki, Bibliotekarstwo, Użytkowanie książki.

## Nauki pokrewne
Nauki pokrewne bibliologii to:
- archiwistyka – nauka o gromadzeniu dokumentów
- kodykologia – nauka o księgach rękopiśmiennych lub rękopisach w ogóle (czasem utożsamiana z rękopisoznawstwem[4])
- papirologia – nauka zajmująca się badaniem rękopisów (zwłaszcza greckich, zwykle na papirusie)
- prasoznawstwo – nauka o czasopismach, a także wszelkich innych zbiorach informacji pochodzenia dziennikarskiego
- tegumentologia – nauka o okładkach książkowych